# محمول
محمول شرایطی را توصیف می‌کند که اشیاء مربوطه متغیرها، ممکن است ارضا کنند و اگر این‌طور باشد گزارهٔ حاصل صادق خواهد بود (محمول در برابر موضوع با تبیین ماهیت و ذات موضوع یا جزئی از ماهیت موضوع). در منطق قدیم و در فلسفه هر گزاره را به دو بخشِ موضوع و محمول تقسیم می‌کنند. این نام‌گذاری به جایِ نهاد و مسند در ادبیات به کار می‌رود.
محمول گاهی مفاهیم ایجابی است، مانند «هر دانایی تواناست» و گاهی مفاهیم سلبی، مانند «هر نادانی بی‌ادب است.».
سلبی بودن موضوع به ادات سلب است؛ لذا مفاهیمی چون «نادان»، «ناتوان»، «بی‌ادب» و «غیرممکن» سلبی یا معدوله هستند. اگر قضیه‌ای در موضوع دارای آداب سلب باشد، آن را «معدولةالموضوع» و اگر محمول آن دارای ادات سلب باشد، آن را «معدولة المحمول» می‌نامند. با این حال مفاهیمی چون «جاهل»، «محال» و «عبث» ایجابی یا محصله محسوب می‌شوند. البته موجبه یا سالبه بودن قضیه تنها بستگی به نسبت حکمیه دارد و سلب و ایجاب موضوع و محمول در آن تأثیری ندارد، و تأثیر آن فقط از حیث محتواست؛ مثلاً قضیه «دنیا بی‌وفا است» موجبه و قضیه «دنیا باوفا نیست» سالبه محسوب می‌شود.
در منطقِ جدید مفهومِ محمول کماکان وجود دارد، اما محمول‌ها و موضوع‌ها (اشیاء) از دو جنسِ کاملاً مختلف فرض می‌شوند. موضوع‌ها متغیر و محمول‌ها تابع محسوب می‌شوند از همین رو گزاره‌نما (یا تابع گزاره‌ای) نوع امروزی محمول در ریاضیات جدید است.
«(اصطلاح منطق) مقابل موضوع است. به‌اصطلاح منطقیان به معنی خبر که در مقابلهٔ مبتدا است و این محمول مقابل موضوع می‌باشد و منطقیان مبتدا را موضوع و خبر را محمول گویند، چنان‌که الانسان حیوان، پس انسان موضوع است و حیوان محمول است (آنندراج) (غیاث). در منطق همان است که در نحو خبر مبتدا گویند و او صفت باشد (مفاتیح). مسند (در اصطلاح منطق). (یادداشت مرحوم دهخدا). || در اصطلاح منطقیان محکوم به است در قضیهٔ حملیهٔ غیرشرطیه و در قضیهٔ شرطیه محمول را تالی گویند.»

## جستارهایِ وابسته
- گزارهٔ تحلیلی-گزارهٔ ترکیبی